# ميسر رجا شلاح
ميسر رجا شلاح  هو سياسي عراقي سابق شغل منصب وزير الصناعة والمعادن في زمن الرئيس العراقي الأسبق صدام حسين للفترة من 2001 حتى غزو العراق في 2003.
كما شغل قبلها منصب نائب مدير هيئة التصنيع العسكري.
يذكر أن قوات الاحتلال الأمريكي كانت تحاول القبض عليه في بغداد، رغم أن اسمه لم يكن مدرجا في قائمة العراقيين المطلوبين لدى الولايات المتحدة أو مجموعة أوراق اللعب لأهم المطلوبين العراقيين.
يقيم حاليا في السودان، علما أنه قد شغل منصب مدير شركة اسمنت عطبرة.
يذكر أن أخاه الفريق الطيار الركن حامد رجا شلاح كان يشغل منصب قائد القوة الجوية العراقية للفترة 1994-2003، وله أخ آخر اسمه محمود رجا شلاح كان برتبة فريق في الجيش العراقي.